# Харина, Анна Александровна
Анна Александровна Харина (род. 21 марта 1998 года) — российская пловчиха в ластах.

## Карьера
Воспитанница красноярского плавания в ластах. Специализируется в плавании в классических ластах. Тренируется в СДЮСШОР «Спутник», тренеры — И. А. Толстопятов, С. А. Мовчан, А. Л. Гринько.
На чемпионате России 2017 года завоевала два серебра на дистанциях 50 и 200 м, бронзу — на дистанции 100 метров.
На чемпионате Европы стала третьей в индивидуальном заплыве на 50 м в классических ластах, а также стала чемпионкой Европы в смешанной эстафете 4×200 м.